# 典薬寮
典薬寮（てんやくりょう/くすりのつかさ、薬司）は、律令制の中の医疾令により制定された機関で、宮内省に属する医療・調薬を担当する部署。

## 職掌
典薬寮は宮廷官人への医療、医療関係者の養成および薬園等の管理を行った。天皇への医療を行う内薬司と対を成す。896年（寛平8年）に内薬司を併合して朝廷の医療を掌握した。長官は典薬頭で、医師、針師、按摩師、呪禁師で構成されていた。また、医博士、針博士、按摩博士、呪禁博士、薬園師がおり、その下には学生である医得業生が学んでいた。内薬司併合時には侍医・薬生・女医博士も移管された。
初期は呪術的色彩も強かったらしく、732年（天平4年）には修験道の開祖役小角の弟子である韓国広足が典薬頭に就任している。平安時代後期以降、和気氏と丹波氏による世襲となり、典薬頭は専ら丹波氏流の小森家が独占した。小森家は六位蔵人を兼ねたため、典薬頭であっても実際の天皇の拝診や寮の実務には携わらない名誉職的存在となった。また、典薬権助の地位は賀茂別雷神社の社家である藤木家が世襲したが、こちらは実際に鍼術を行い、天皇の拝診もする家系であった。
室町時代から戦国時代にかけて、医師たちが剃髪し僧侶に擬制して僧位を受ける例が続出すると、朝廷に出入りする医師も俗体としての官位を持たない者が占めてゆく。彼らは官位を持たないため、官としての典薬寮医師（御典医）ではなく、単に「御医」と呼ばれた。この傾向は江戸時代中期まで継続したが、光格天皇治世の頃から朝廷の中で復興ブームが高まる中で典薬寮も再興の対象となり、天保期以降、「御医」たちは次々と蓄髪して官位を受け「典医」になっていった。この時期は京都のみならず諸国の優秀な民間医が典医に登用されるケースが増え、伝統的な漢方医に加え、伊良子光顕などオランダ医学の流れを汲む者も任官されるようになった。
再興期の典薬寮は武家伝奏の支配を受け、実質的な典医たちの統率は典薬権助の藤木家や典薬大允に任じられた者が行った。また、典薬大允以下の役職は典医の中から技術の優劣や年功の長幼によって選ばれた。
1869年（明治2年）、明治維新に伴う官制改革によって廃止されたが、律令制に基づく機関の中では、最後の段階で設置当初の職掌を名実ともに取り戻していた稀有の存在であった。医道審議会などで医学教育を医道と表現するのは典薬寮時代の名残である。

## 乳牛院
乳牛院は典薬寮に付属した機関の一つ。平安時代に設置された。別当が総監し乳師長上に統轄された品部の乳戸が乳牛の飼育、牛乳の採取を行って皇室に供御した。牛乳や蘇・醍醐は薬としても使われていた。

## 職員
- 頭（従五位下）
- 助（従六位上）　権助
- 大允（従六位下）　少允（従七位上）
- 大属（従八位下）　少属（大初位上）
- 史生　新設
- 寮掌　新設
- 使部
- 直丁

- 医師（従七位下）　　医療
- 針師（正八位上）　　鍼灸施療
- 按摩師（従八位上）　按摩施療
- 呪禁師（正八位上）　呪文等による治療。陰陽寮に職掌を奪われて消滅
- 薬園師（正八位上）　薬園の管理

- 医博士（正七位下）　医師の養成
  - 医生　　　学生
  - 医得業生　上級学生
- 針博士（従七位下）　針師の養成
  - 針生　　学生
- 按摩博士（正八位下）　按摩師の養成
  - 按摩生　学生
- 呪禁博士（従七位上）　陰陽寮に職掌を奪われて消滅
  - 呪禁生　陰陽寮に職掌を奪われて消滅

- 女医博士（正七位下）　産科医養成・内薬司より移管
- 侍医（正六位下）　天皇の直属医・内薬司より移管
- 薬生　薬の調合・内薬司より移管

- 薬戸　品部・薬の栽培

乳牛院
- 別当
- 乳師長上
- 乳戸